# Cheumatopsyche abhugna
Cheumatopsyche abhugna là một loài Trichoptera trong họ Hydropsychidae. Chúng phân bố ở miền Ấn Độ - Mã Lai.